# Liste des meilleurs buteurs en équipe de Tunisie de football
 (décembre 2019).
Pour un article plus général, voir Équipe de Tunisie de football.
Cette liste des meilleurs buteurs en équipe de Tunisie de football contient les joueurs de football qui ont joué pour l'équipe nationale de Tunisie et qui sont classés en fonction de leur nombre de buts marqués. L'équipe nationale, qui représente la Tunisie dans le football international, est mise en place par la Fédération tunisienne de football et y participe en tant que membre de la Confédération africaine de football.
Les buts et les apparitions sont composés de matchs de la coupe du monde et de la coupe d'Afrique des nations, ainsi que de nombreux tournois et matchs amicaux internationaux. Les joueurs marqués en jaune sont toujours actifs et éligibles (ce qui signifie qu'ils n'ont pas pris leur retraite) pour jouer dans l'équipe nationale.

## Classement général

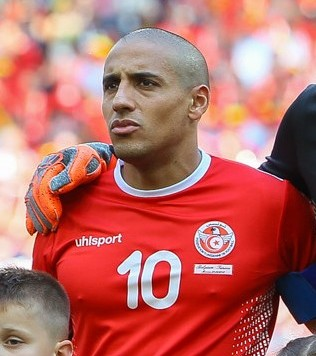
Wahbi Khazri est le meilleur buteur de 2013 à 2022.

Dernière mise à jour :  Tunisie -  Gambie (18 novembre 2024)
| Rang | Joueur               | Buts | Sél. | Période   |
| ---- | -------------------- | ---- | ---- | --------- |
| 1    | Issam Jemâa          | 36   | 84   | 2005-2014 |
| 2    | Wahbi Khazri         | 25   | 74   | 2013-2022 |
| 3    | Youssef Msakni       | 23   | 104  | 2010-     |
| 4    | Francileudo Santos   | 22   | 41   | 2004-2008 |
| 5    | Adel Sellimi         | 20   | 80   | 1991-2002 |
| 6    | Faouzi Rouissi       | 18   | 54   | 1989-2001 |
| 7    | Mohamed Ali Mahjoubi | 17   | 86   | 1985-1995 |
| 8    | Zoubaier Baya        | 16   | 83   | 1994-2002 |
| 9    | Ziad Jaziri          | 15   | 64   | 1999-2007 |
| 10   | Mohamed Salah Jedidi | 15   | 32   | 1962-1965 |
| 11   | Hassen Gabsi         | 14   | 50   | 1997-2002 |
| 12   | Mohieddine Habita    | 14   | 25   | 1972-1980 |
| 13   | Ali Zitouni          | 13   | 46   | 1999-2009 |
| 14   | Mohamed Ali Akid     | 13   | 44   | 1972-1978 |
| 15   | Bassem Jeridi        | 13   | 40   | 1980-1989 |
| 16   | Tarak Dhiab          | 12   | 89   | 1974-1990 |
| 17   | Imed Mhadhbi         | 12   | 56   | 1999-2005 |
| 18   | Abdelkader Rakbaoui  | 12   | 28   | 1983-1988 |
| 19   | Ezzedine Chakroun    | 11   | 32   | 1968-1978 |
| 20   | Khaled Badra         | 10   | 96   | 1995-2006 |
| 21   | Temime Lahzami       | 10   | 51   | 1969-1981 |
| 22   | Oussema Darragi      | 10   | 45   | 2008-2013 |
| 23   | Yassine Chikhaoui    | 10   | 42   | 2006-2021 |

## Buteurs en coupe du monde

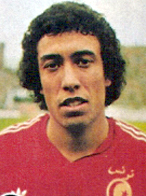
Ali Kaabi, le premier joueur tunisien à marquer en coupe du monde.

| Rang | Joueur                  | Buts | Sél. | Coupes du monde disputées |
| ---- | ----------------------- | ---- | ---- | ------------------------- |
| 1    | Wahbi Khazri            | 3    | 4    | 2018 et 2022              |
| 2    | Ziad Jaziri             | 1    | 6    | 2002 et 2006              |
| 3    | Radhi Jaïdi             | 1    | 6    | 2002 et 2006              |
| 4    | Ali Kaabi               | 1    | 3    | 1978                      |
| 5    | Mokhtar Dhouib          | 1    | 3    | 1978                      |
| 6    | Nejib Ghommidh          | 1    | 3    | 1978                      |
| 7    | Skander Souayah         | 1    | 3    | 1998                      |
| 8    | Raouf Bouzaiene         | 1    | 3    | 2002                      |
| 9    | Jawhar Mnari            | 1    | 3    | 2006                      |
| 10   | Ferjani Sassi           | 1    | 4    | 2018 et 2022              |
| 11   | Fakhreddine Ben Youssef | 1    | 3    | 2018                      |
| 12   | Dylan Bronn             | 1    | 3    | 2018 et 2022              |